# Mariano Martínez (attore)
Mariano Gastón Martínez, noto semplicemente come Mariano Martínez (Buenos Aires, 5 dicembre 1978), è un attore argentino.

## Biografia

### Carriera
Inizia la sua carriera televisiva a 16 anni, nel 1995 nella telenovela La nena. Durante i primi anni di carriera partecipa ad altre telenovele con ruoli minori come Mi familia es un dibujo, De la Nuca ed insieme a Carlos Carlín Calvo in R.R.D.T.. 
Debutta nel cinema nel 1998, con il film El faro insieme a Florencia Bertotti, film diretto da Eduardo Mignogna. Poco dopo recita in NS/NC e Sólo por hoy, insieme a Facundo Espinosa.
Più avanti partecipa a Gasoleros, e recita anche in una fiction televisiva di Pol-ka Producciones, Campeones de la vida, insieme a Soledad Silveyra e Osvaldo Laport che ha avuto grande successo per due stagioni tra il 1999 e il 2000.
Nel giugno del 2001 recita in una telenovela poliziesca, 22, el loco. Dopo questa esperienza, insieme a Miguel Ángel Rodriguez, Millie Stegman e Nicolás Cabré, recita in Son amores, trasmessa da El Trece, dove interpreta il ruolo di Martín Marquesi, un cantante e calciatore dell'All Boys. Partecipa ad entrambe le stagioni di questa serie, emesse tra il 2002 e il 2003, e nella versione teatrale nel settembre del 2002.
Nel 2004 recita insieme a Dolores Fonzi la miniserie Sangre fría per Telefe, l'anno seguente torna a lavorare per Pol-ka Producciones recitando nella commedia televisiva Una familia especial. Siempre nel 2004 recita con Pablo Echarri, il film Peligrosa Obsesión.
Nel 2006 è stato uno dei protagonisti della telenovela Alma pirata, insieme a Luisana Lopilato, Benjamín Rojas,
Fabián Mazzei e Isabel Macedo prodotta da Cris Morena per Telefe, dalla quale si allontanò per un alterco con la casa di produzione che decise di spostare l'orario di emissione della serie molto più tardi in quanto non sufficientemente concorrenziale con Sos mi vida di Canal 13 che andava in onda alla stessa ora. A seguire recita in uno degli episodi della saga Mujeres asesinas, interprentando insieme a Manuela Pal l'episodio intitolato Soledad, cautiva.
Nel 2007 ha recitato in Son de Fierro, insieme a María Valenzuela e Osvaldo Laport, dove recita la storia del padre di Juan, un giovane che diventa cieco a seguito di una malattia all'età di 10 anni e che, disgraziatamente, viene ucciso qualche settimana dopo che furono ultimate le riprese della serie. L'anno dopo recita insieme a Araceli Gonzalez, Marcela Kloosterboer e Nacho Gadano un adattamento teatrale di Closer.
Torna alla televisione nel 2009, insieme a Luciano Castro e Gonzalo Heredia, come uno dei tre protagonisti della telenovela Valientes che ebbe grande successo anche nella versione teatrale a Mar del Plata e in molte altre città argentine. Nel 2010 doppia un cartone animato dal titolo Plumiferos.
Nel 2011 è uno dei protagonisti della prima stagione di Los únicos, insieme a Nicolás Vázquez, Griselda Siciliani e Nicolás Cabré. Un anno dopo recita e produce la versione argentina di Mi problema con las mujeres insieme all'attrice colombiana Ana María Orozco. Sempre nel 2011, ritorna al cinema con una commedia romantica Guelcom con Eugenia Tobal e nel 2012 con Federico Amador e Lali Espósito recita in La pelea de mi vida.
Nel 2014 sarà uno dei protagonisti di Camino al amor, insieme a Sebastián Estevanez, Juan Darthés, Carina Zampini, María Eugenia Suárez e Sol Estevanez, prodotta da Telefe.
Nel 2015 recita nella serie Esperanza mía per El Trece, interpretando il sacerdote Tomás Ortíz, che si innamora di una novizia, Julia Albarracín (Lali Espósito). Anche da questa telenovela è stata tratta una versione teatrale che ha visto l'apice della sua popolarità nelle sue rappresentazioni al Teatro Opera di Buenos Aires. Per il suo ruolo, vince il premio Kids' Choice Awards Argentina come "Miglior attore".
Nel 2017 interpreta il ruolo di Santiago, nella telenovela argentina Amar después de amar prodotta da Telefe insieme a Isabel Macedo, Federico Amador e Eleonora Wexler. L'incidente stradale di una coppia dà inizio al melodramma denso di tradimenti, bugie e amori segreti.

## Vita privata
Dal 2012 al 2015 è stato sposato con la modella Juliana Giambroni, da cui ha due figli, una nata nel 2009 e uno nato nel 2013. 
Da ottobre 2015 a marzo 2016 ha avuto una relazione molto pubblicizzata con la protagonista della telenovela Esperanza mía, Lali Espósito. Da agosto 2016 a marzo 2020 ha avuto una relazione con la modella Camila Cavallo, da cui ha una figlia, nata nel 2017.

## Filmografia

### Cinema
- El faro, regia di Eduardo Mignogna (1998)
- Sólo por hoy, regia di Ariel Rotter (2000)
- NS/NC, regia di Fernando Musa (2001)
- Peligrosa obsesión, regia di Raúl Rodríguez Peila (2004)
- Güelcom, regia di Yago Blanco (2011)
- Clipeado, regia di Gustavo Garzón (2011)
- El destino del Lukong, regia di Gonzalo Roldán (2011)
- La pelea de mi vida, regia di Jorge Nisco (2012)
- Sola, regia di José Cicala (2019)

### Televisione
- La nena – serial TV (1995)
- Por siempre mujercitas – serial TV (1995-1996)
- De la nuca – serial TV (1997)
- Mi familia es un dibujo – serial TV (1997)
- R.R.D.T. – serie TV (1997-1998)
- Gasoleros – serial TV (1998)
- Campeones de la vida – serial TV (1999-2001)
- 22, el loco – serial TV (2001)
- Son amores – serial TV (2002-2003)
- Sangre fría – serial TV (2004)
- Los Roldán – serial TV (2004)
- Una familia especial – serial TV (2005)
- Mujeres asesinas – serial TV (2005)
- Alma pirata – serial TV (2006)
- Son de Fierro – serial TV (2007-2008)
- Todos contra Juan – serial TV (2008)
- Valientes – serial TV (2009-2010)
- Los únicos – serial TV (2011)
- Mi problema con las mujeres – serial TV (2012)
- Una vida posible – serial TV (2013)
- Camino al amor – serial TV (2014)
- Esperanza mía – serial TV (2015-2016)
- Amar después de amar – serial TV (2017)
- Primera cita – programma TV (2018)
- Separadas – serial TV (2020)

### Doppiaggio
- Juan in Plumíferos (2010)

## Discografia

### Colonne sonore
- 2003 – Aguante Marquesi

## Teatro
- Son amores (2002)
- Closer (2008)
- Valientes (2010)
- Esperanza mía, el musical (2015)
- Mentiras inteligentes (2018-in corso)

## Riconoscimenti
- Premio Martín Fierro
  - 2003 – Candidatura al miglior attore di commedia per Son amores
  - 2016 – Candidatura al miglior attore protagonista per Esperanza mía
- Kids' Choice Awards Argentina
  - 2015 – Miglior attore per Esperanza mía